# Meryreiam

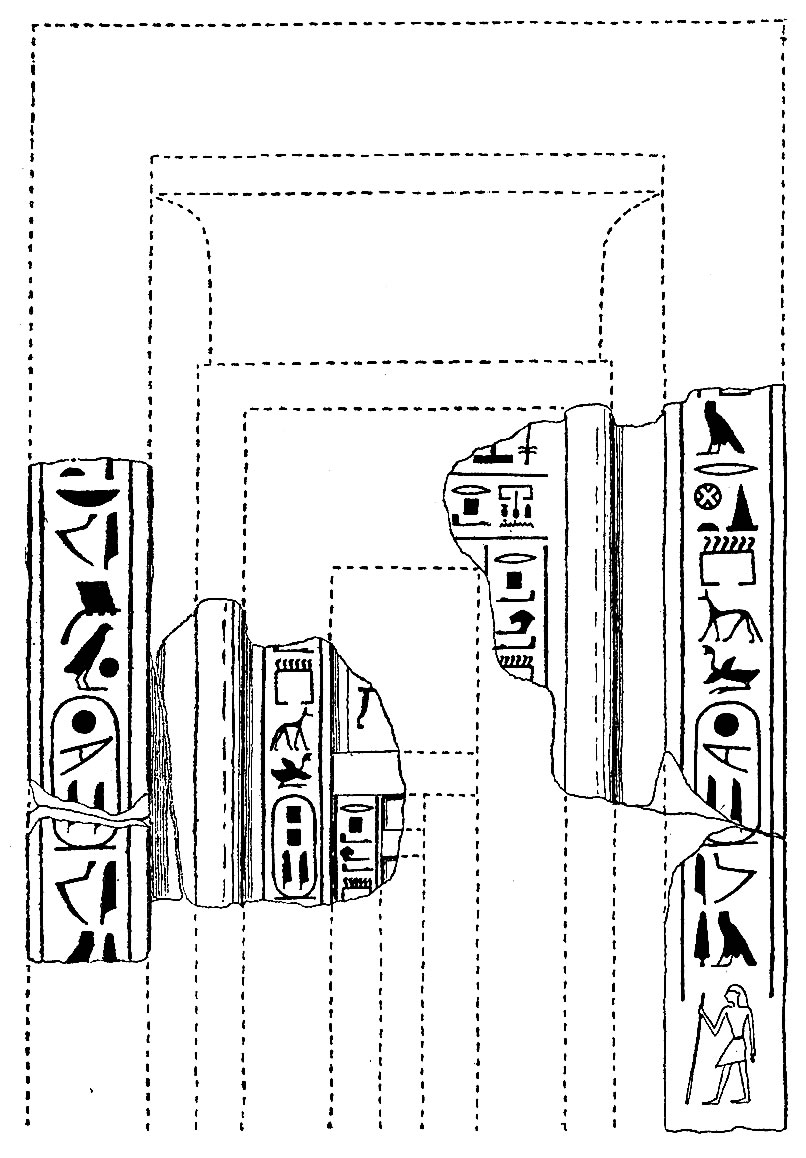
Scheintür des Meryreiam

Meryreiam (Lesung auch Meryreima; als zweiter Name ist bezeugt Pepyiam; deutsch: freundlich ist Merire oder freundlich ist Pepy) war ein altägyptischer Wesir während des Alten Reiches, der unter König Pepi II. (etwa 2245 bis 2180 v. Chr.) amtierte. Er ist von seinem Grab in Sakkara, nahe der Pepi-II.-Pyramide, bekannt. 
Meryreiam war unter anderem auch Mitglied der Elite (iry-pat), Fürst (hati-a), Vorsteher der Stadt und vor allem Wesir. Er war damit der höchste Beamte am Hof des Königs. Sein Grabbau bei der Pyramide von Pepi II. fand sich stark zerstört. Aus der oberirdischen Grabkapelle stammen die Fragmente einer Scheintür, die Teile seiner Titel und seinen Namen nennen. Die Wände der unterirdischen Grabkammer sind mit einer Palastfassade dekoriert (ein beliebtes Motiv in dieser Zeit). Hier finden sich weitere kurze Inschriften, die weitere Titel und Namen nennen.
Ein Mann mit dem Namen Meryreiam ist auch im Totentempel von König Pepi II. dargestellt, doch trägt er dort andere Titel, so dass die Gleichsetzung mit dem Wesir unsicher ist. Meryreiam mag in die erste Hälfte der Regierungszeit des Herrschers datieren.